# Rubus sachalinensis
Rubus sachalinensis är en rosväxtart som beskrevs av H. Lév.. Rubus sachalinensis ingår i släktet rubusar, och familjen rosväxter.

## Underarter
Arten delas in i följande underarter:
- R. s. eglandulatus
- R. s. glabrifolius
- R. s. przewalskii